# Veronica Belfanti
Veronica Belfanti (Verona, 27 luglio 1994) è una calciatrice italiana, di ruolo difensore.

## Carriera

### Club
Veronica Belfanti si avvicina alla disciplina del calcio già dall'infanzia, iscrivendosi all'età di sei anni all'Alba Borgo Roma, società dell'omonimo quartiere veronese, giocando nella squadra mista. Notata dai selezionatori del Bardolino Verona viene contattata dalla società veronese proponendole di giocare per la squadra Under-14. I genitori sottoscrivono il contratto e Veronica entra in rosa prima con le Under-14 per passare ben presto alla squadra che milita nel campionato Primavera. Messasi in luce, ottiene la fiducia della società che dal campionato Serie A 2009-2010 la aggrega alla prima squadra.
Belfanti rimane in rosa fino alla stagione 2013-2014, attraversando il cambio di ragione sociale da Bardolino Verona ad AGSM Verona, quando dalla stagione successiva la società veronese la cede in prestito al neopromosso Cuneo. Con il Cuneo disputa la sola stagione 2014-2015 dove non riesce a far evitare la retrocessione alla società piemontese e al cui termine l'AGSM Verona decide di non rinnovare il prestito per la stagione entrante. Gioca con l'AGSM Verona ancora una stagione, concludendo il suo rapporto con la società a fine campionato 2015-2016 con 16 presenze più le 3 in Coppa Italia.
Durante il calciomercato estivo 2016 trova un accordo con il Pro San Bonifacio, società dell'omonima cittadina della provincia di Verona, per disputare la stagione entrante in Serie B. Con la nuova squadra rimane solo una stagione, congedandosi con un tabellino personale di 12 presenze in campionato.

### Nazionale
Viene più volte convocata alle selezioni per le giovanili della nazionale di calcio femminile italiana ma gioca la sua prima partita internazionale con la maglia azzurra della nazionale italiana Under-17 il 9 aprile del 2011, nella partita pareggiata dall'Italia per 1 a 1 contro le pari età della Repubblica Ceca nel secondo turno di qualificazione per i Campionati Europei UEFA di categoria.
Nell'autunno 2012 venne convocata nella nazionale Under-19.